# Comté d'Oceana
Pour les articles homonymes, voir Oceana.
Le comté d'Oceana (Oceana County en anglais) est à l'ouest de la péninsule inférieure de l'État du Michigan, sur la rive du lac Michigan. Son siège est à Hart. Selon le recensement de 2000, sa population est de 26 873 habitants.

## Géographie
Le comté a une superficie de 3 384 km², dont 1 400 km² est de terre.

### Comtés adjacents
- Comté de Mason (nord)
- Comté de Newaygo (est)
- Comté de Muskegon (sud)